# Ordre de bataille de l'Union à Pea Ridge
Les unités et commandants de l'armée de l'Union ont combattu lors de la bataille de Pea Ridge (ou bataille d'Elkhorn Tavern) pendant la guerre de Sécession, à Pea Ridge, dans l'Arkansas du 6 au 8 mars 1862. L'ordre de bataille confédéré est indiqué séparément.

## Abréviations utilisées

### Grade militaire
- BG = Grigadier général
- Col = Colonel
- Ltc = Lieutenant-colonel
- Maj = Commandant
- Cpt = Capitaine
- Lt = Premier Lieutenant

### Autre
- (b) = blessé
- mb = mortellement blessé
- † = tué
- c = capturé

## Armée du Sud-Ouest
BG Samuel R. Curtis
Unités du quartier général

- 24th Missouri (5 compagnies): Maj Eli W. Weston
- 3rd Iowa Cavalry (compagnies A, B, F, H et I): Col Cyrus Bussey
- Bataillon du cavalerie du Missouri de Bowen (compagnies A, B, C, D et M, avec 4 obusiers de montagne): le commandant William D. Bowen

### Première et deuxième divisions
BG Franz Sigel
| Division                                  | Brigade                                 | Régiments et autres |
| ----------------------------------------- | --------------------------------------- | --- |
| Première Division Col Peter J. Osterhaus  | Première Brigade Col Peter J. Osterhaus | - 25th Illinois: Col William N. Coler - 44th Illinois: Col Charles Knobelsdorff - 17th Missouri (compagnie A détachée): Maj August H. Poten                                             |
| Première Division Col Peter J. Osterhaus  | Deuxième Brigade Col Nicholas Gruesel   | - 36th Illinois (compagnie F détachée): Col Nicholas Gruesel - 12th Missouri (compagnie E détachée): Maj Hugo Wangelin                                                                  |
| Première Division Col Peter J. Osterhaus  | L'artillerie                            | - 4th Independent Battery, Ohio Light Artillery : Cpt Louis Hoffman - Welfley’s Independent Battery, Missouri Light Artillery : Cpt Martin Welfley                                      |
| Deuxième Division BG Alexander Asboth (b) | Première Brigade Col Frederick Schaefer | - 2nd Missouri: Ltc Bernard Laiboldt - 15th Missouri (compagnie B détachée): Col Francis J. Joliat                                                                                      |
| Deuxième Division BG Alexander Asboth (b) | Artillerie                              | - 1st Missouri Flying Artillery Battery : Cpt Gustavus M. Elbert - 2nd Independent Battery, Ohio Light Artillery : Lt William B. Chapman                                                |
| Deuxième Division BG Alexander Asboth (b) | Non embrigadées                         | - 3rd Missouri Infantry (compagnies B, C et E): Maj Joseph Conrad - 4th Missouri Cavalery (compagnies, C, D, E, F et I): Maj Emeric Meszaros - 5th Missouri Cavalry : Col Joseph Nemett |

### Divisions rattachées directement
| Division                                  | Brigade                                           | Les régiments et les Autres |
| ----------------------------------------- | ------------------------------------------------- | --- |
| Troisième Division Col Jefferson C. Davis | Première Brigade Col Thomas Pattison              | - 8th Indiana: Col William P. Benton - 18th Indiana: Ltc Henry D. Washburn - 22nd Indiana (compagnie B détachée): Ltc John A. Hendricks †, le Maj David W. Daily, Jr - 1st Battery Indiana Light Artillery : Cpt Martin Klauss                         |
| Troisième Division Col Jefferson C. Davis | Deuxième Brigade Col Jules White                  | - 37th Illinois: Ltc Myron Barnes - 59th Illinois: Ltc Calvin H. Frederick - Batterie A, 2nd Illinois Light Artillery : Cpt Peter Davidson |
| Troisième Division Col Jefferson C. Davis | Non Embrigadées                                   | - 1st Missouri Cavalry (compagnies B, F, G, H, I, K, L et M): Col Calvin A. Ellis |
| Quatrième Division Col Eugene A. Carr (b) | Première Brigade Le Col de Grenville M. Dodge (b) | - 4th Iowa : Ltc John Galligan (b) - 35th Illinois : Col Gustavus A. Smith (b), Ltc William P. Chandler (b) - 3rd Illinois Cavalery : Maj John McConnell - 1st Independent Battery, Iowa Light Artillery : Cpt Junius A. Jones (b), Lt Virgil A. David |
| Quatrième Division Col Eugene A. Carr (b) | Deuxième Brigade Col William Vandever             | - 9th Iowa: Ltc Francis J. Herron ( (b)/c), Maj William H. Coyl (b) - 25th Missouri : Col John S. Phelps (b) - 3th Independent Battery, Iowa Light Artillery : Cpt Mortimer M. Hayden                                                                  |